# (722) Frieda
(722) Frieda ist ein Asteroid des Hauptgürtels, der am 18. Oktober 1911 vom österreichischen Astronomen Johann Palisa in Wien entdeckt wurde. 
Benannt wurde der Asteroid nach der Enkelin des österreichischen Astronomen Karl Hillebrand.